# Residenset i Ansbach
Residenset i Ansbach, tyska: Residenz Ansbach, är ett tidigare residensslott för markgrevarna av Brandenburg-Ansbach, beläget i staden Ansbach i nuvarande Bayern. Slottet inrymmer idag ett slottsmuseum som drivs av delstaten Bayern och är även lokaler för regeringsdistriktet Mittelfrankens regionala regeringsorgan.

## Residenset
Residensslottets första föregångare uppfördes under medeltiden. Från 1398 till 1400 lät borggreve Fredrik V av Nürnberg, sedermera kurfurste av Brandenburg som Fredrik I, bygga ut en kringbyggd gård utanför stadsmuren till en vattenomgärdad borg. Rester av borgen är idag inkorporerade i residensets nordvästra flygel.
Under markgreve Georg Fredrik I av Brandenburg-Ansbach uppfördes från 1565 till 1575 ett anspråksfullt renässansslott under ledning av den schwabiske hovbyggmästaren Blasius Berwart. Drygt ett sekel senare påbörjades den sista större tillbyggnadsfasen, från 1694 till 1716 under ledning av Gabriel de Gabrieli, 1719 till 1730 under Carl Friedrich von Zocha och från 1731 till 1749 under ledning av Leopoldo Retti.
Till palatsets äldre delar hör ett långsträckt rum från omkring 1565–1575 som idag kallas den stora gotiska hallen. Rummet är försett med kryssvalv. Detta visar tydligt att slottet inte är något renodlat barock- och rokokobyggnadsverk utan även inkorporerar äldre delar. I den gotiska hallen finns idag den största bevarade samlingen av fajans och porslin från den tidigare Ansbachmanufakturen.
Mellan 1705 och 1738 fick slottet sin huvudsakliga nuvarande utformning, under ledning av byggmästaren Gabriel de Gabrieli från Graubünden. Han skapade slottets sydostflygel som är slottets nuvarande frontfasad och arkadinnergården i en stil som anknyter till Wienbarocken. Inredningen härstammar från tiden mellan 1734 och 1745 och utformades av arkitekten Leopoldo Retti.
Även de vidare ombyggnationerna under markgreve Alexander av Brandenburg-Ansbach höll sig till rokokons stilkonvention, även om träsnidare som hovmöbelsnickaren Johann Cristoph Berg var väl förtrogna med den tidiga klassicismens stilformer, så att slottets paradvåning idag nästan helt har en enhetlig rokokostil. Att denna stil bevarats så väl genom århundradena kan härledas till att den siste markgreven av Brandenburg-Ansbach abdikerade 1791 till förmån för kungen av Preussen, Fredrik Vilhelm II. Från denna tid användes slottet inte längre som huvudsakligt residens för den regerande fursten, och moderniseringar och anpassningar till samtida smakriktningar sågs därför inte heller som nödvändiga.
Till slottets största sevärdheter hör takfresken av Carlo Carlone i slottets festsal, Porträttgalleriet från rokokon med verk ur de tidigare markgrevliga samlingarna, den Kaklade salen med över 2800 keramikplattor och Spegelkabinettet som dekorerats med Meissenporslin. Av särskilt kulturhistoriskt intresse är de tre uppstoppade hästarna från barocken som sedan 2020 är utställda i den permanenta utställningen intill gardessalen.

## Trädgården och orangeriet
En trädgårdsanläggning omnämns först i början av 1500-talet av Lenhart Fuchs. Mellan 1723 och 1750 anlades en barockträdgård. Denna förstördes till större delen under andra världskriget och kom därefter efter krigsslutet att restaureras i barockstil. Här finns idag en örtagård med många medicinalväxter samt ett orangeri för krukplantorna. 
Slottsträdgården är inte orienterad efter residensets axel, och den dåvarande överbyggnadsdirektören Carl Friedrich von Zocha lät därför ett nyuppfört slottsliknande orangeri bilda en självständig centralpunkt för trädgårdsanläggningen. Byggnaden påbörjades 1726 efter ritningar av Zocha och stod utvändigt färdig 1730. Vid Fredrik den stores besök i september 1743 ska orangeriet dock fortfarande ha varit ofullbordat.
År 1825 uppfördes ett minnesmärke över Ansbachpoeten Johann Peter Uz (1720–1796), i form av en bronsbyst utformad av Carl Alexander Heideloff. Inskriptionen på sockeln lyder: DEM WEISEN DEM DICHTER DEM MENSCHENFREUNDE SEINE VEREHRER MDCCCXXV. (I svensk översättning ungefär: Åt den vise, åt diktaren, åt människovännen, från hans beundrare 1825. I närheten finns en liten kolonn till minne av Kaspar Hauser, som avled 14 december 1833 efter ett överfall i slottsträdgården. Inskriptionen lyder HIC OCCULTUS OCCULTO OCCISUS EST XIV. DEC. MDCCCXXXIII, Här dödades en gåtfull på ett gåtfullt sätt, 14 december 1833..
I orangeriet och slottsträdgården anordnas årligen en rokokofestival, som visar hovlivet på markgreve Karl Vilhelm Fredriks tid.